# Placówka Straży Celnej „Smolniki”

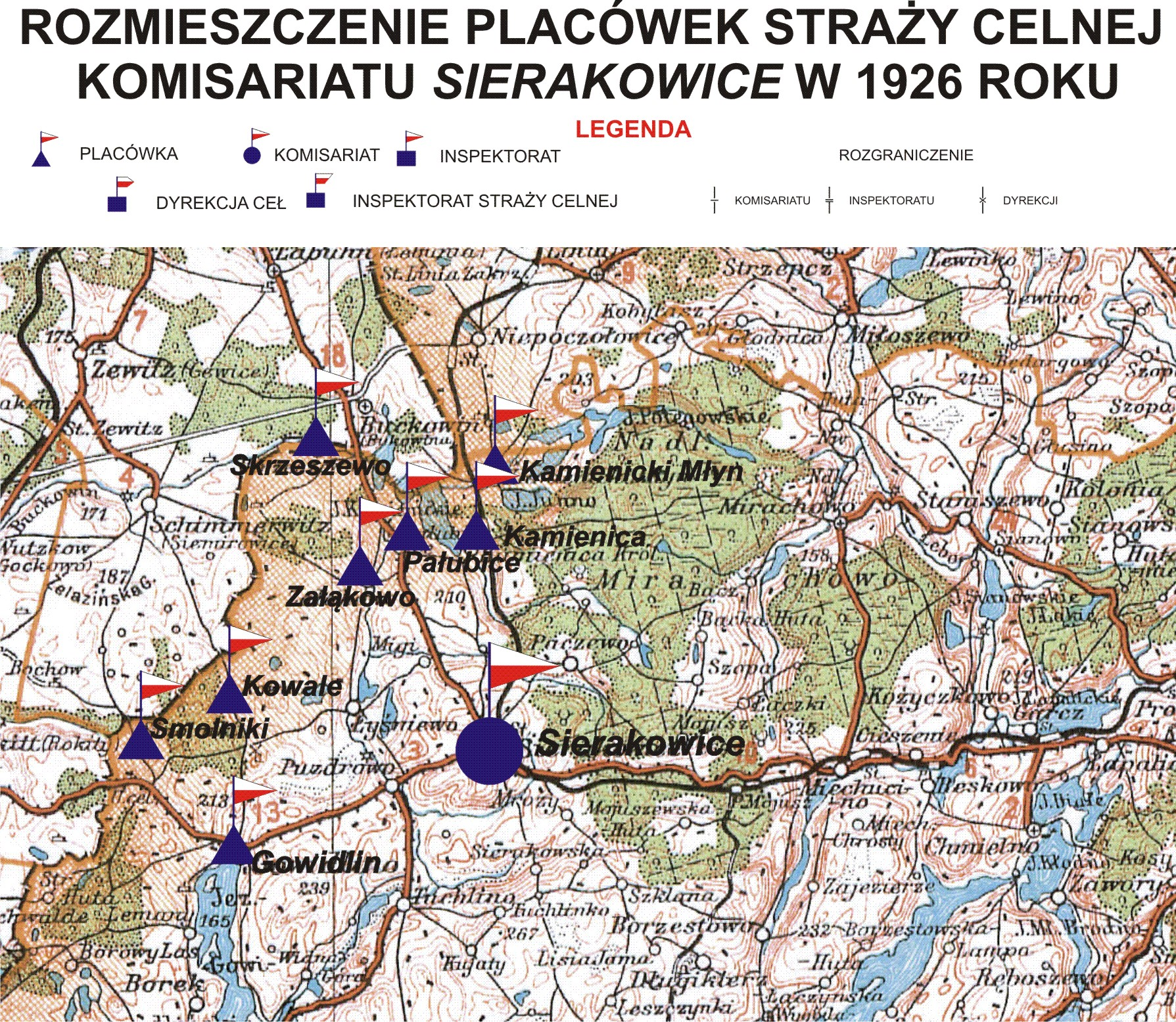
Rozmieszczenie Placówek Straży Celnej Komisariatu Sierakowice

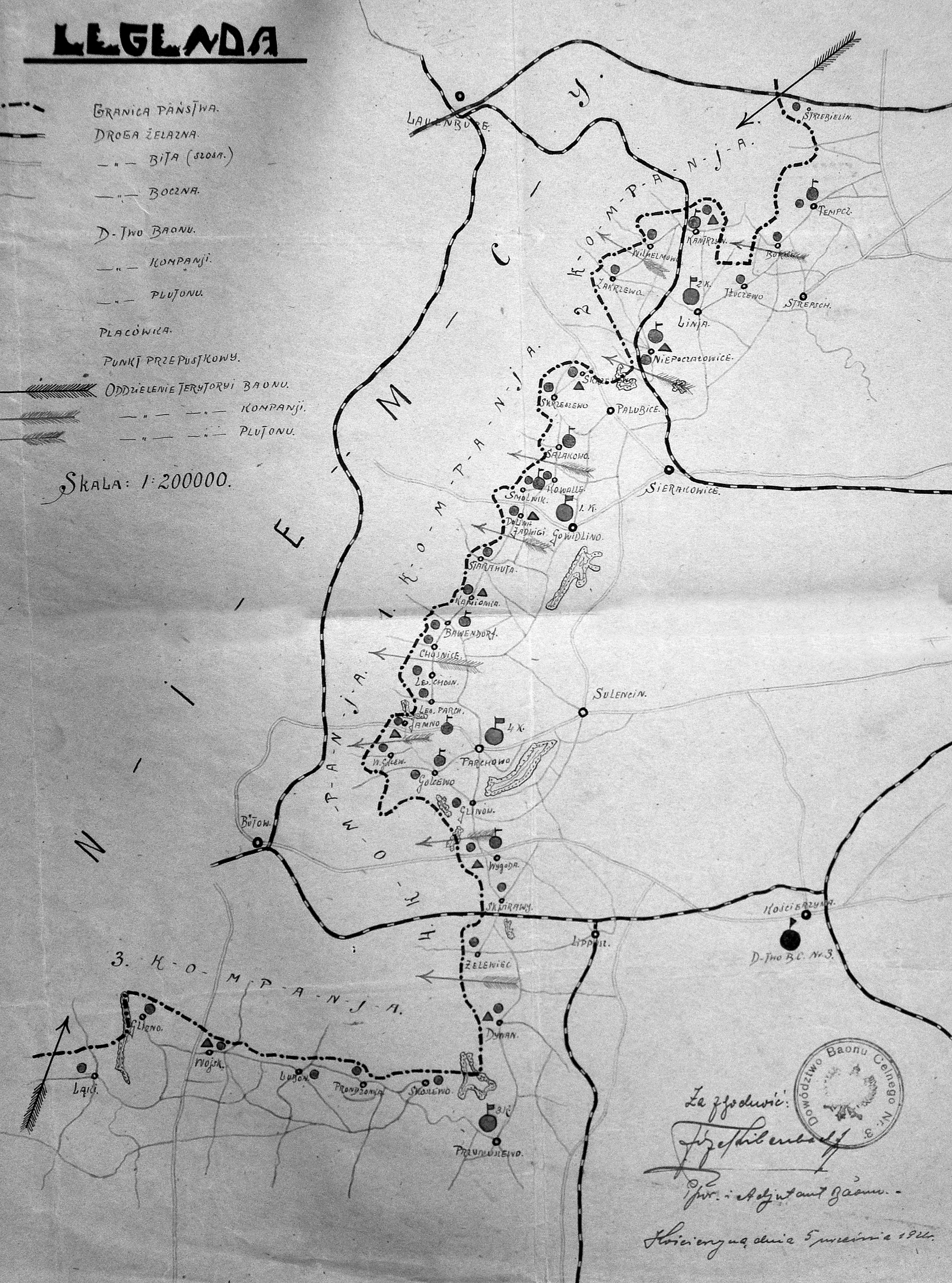
Rozmieszczenie 3 batalionu celnego

Placówka Straży Celnej „Smolniki” – jednostka organizacyjna Straży Celnej pełniąca w okresie międzywojennym służbę ochronną na granicy polsko-niemieckiej.

## Formowanie i zmiany organizacyjne
Na wniosek Ministerstwa Skarbu, uchwałą z 10 marca 1920 roku, powołano do życia Straż Celną. Jednostki Straży Celnej rozpoczęły przejmowanie odcinków granicy od pododdziałów Batalionów Celnych. W 1921 roku w Gowidlinie stacjonował sztab 1 kompanii 3 batalionu celnego. 1 kompania celna wystawiła między innymi placówkę w Smolnikach. W 1922 roku w Gowidlinie stacjonował sztab 2 kompanii 17 batalionu celnego. 2 kompania celna wystawiła między innymi placówkę w Smolnikach. Proces tworzenia Straży Celnej trwał do końca 1922 roku. Placówka Straży Celnej „Smolniki” weszła w podporządkowanie komisariatu Straży Celnej „Sierakowice” z Inspektoratu SC „Kościerzyna”.
W drugiej połowie 1927 roku przystąpiono do gruntownej reorganizacji Straży Celnej. W praktyce skutkowało to rozwiązaniem tej formacji granicznej. Ochronę północnej, zachodniej i południowej granicy państwa przejęła powołana z dniem 2 kwietnia 1928 roku Straż Graniczna. W strukturach nowo powstałej formacji nie odtworzono placówki „Smolniki”.

## Służba graniczna
Sąsiednie placówki
- placówka Straży Celnej „Gowidlino” ⇔ placówka Straży Celnej „Stara Huta” – 1926[10]

## Funkcjonariusze placówki
Kierownicy placówki
| stopień  | imię i nazwisko, numer      | okres pełnienia służby |
| -------- | --------------------------- | ---------------------- |
| strażnik | Franciszek Błażejczak (570) | był w 1926             |

Obsada personalna placówki w 1926:
- strażnik Franciszek Błażejczak (570)
- strażnik Leon Wegner (2141)
- strażnik Józef Bogaczyk (538)
- strażnik Jan Urbaniak (911)
- strażnik Wacław Krajewski (2952)